# دان مسیک
دان مسیک (انگلیسی: Don Messick؛ ‏ ۷ سپتامبر ۱۹۲۶ – ۲۴ اکتبر ۱۹۹۷) بازیگر و صداپیشه اهل ایالات متحده آمریکا بود. وی بین سال‌های ۱۹۴۱ تا ۱۹۹۶ میلادی فعالیت می‌کرد.
از فیلم‌ها یا برنامه‌های تلویزیونی که وی در آن نقش داشته‌است، می‌توان به ماجراهای گالیور، یوگی و دوستان، تار شارلوت، ماشین‌های پرنده، جاذبه آندرومدا، فیلم‌های جدید اسکوبی دو و والی گیتور اشاره کرد.